# 강석호 (정치인)
강석호(姜碩鎬, 1955년 12월 3일 ~ )는 대한민국의 정치인이다. 제18·19·20대 국회의원이다.

## 학력
- 포항국민학교 졸업
- 중동중학교 졸업
- 1974년 중동고등학교 졸업
- 1981년 한국외국어대학교 스페인어학 학사
- 2003년 대구대학교 사회개발대학원 전자정보처리학 석사

## 경력
- 제1대 포항시의원(중앙동 선거구)
- 포항시의회 부의장
- 제5대 경상북도의원(포항시 제3선거구)
- 자유민주연합 부대변인
- 대한사이클연맹 부회장
- 국민생활체육회 경북족구연합회 회장
- 대한산악연맹 경상북도연맹 회장
- 삼일그룹 상임고문
- 대한산악구조협회 회장
- 스톨베르그앤드삼일㈜ 대표이사[1]
- 사단법인 대한노인회 고문
- 엄홍길휴먼재단 자문위원
- 국민의힘 홍준표 제20대 대통령 선거 예비후보 jp희망캠프 총괄선대본부장
- 국민의힘 선거대책위원회 중앙선대위 산하 위원회 국민통합위원장
- 대한민국 헌정회 회원능력발전지원특별위원회 위원장
- 제21대 한국자유총연맹 총재

## 제18대 국회
- 2008년 5월 30일 ~ 2012년 5월 29일 : 제18대 국회의원 (경북 영양군·영덕군·봉화군·울진군) (초선)
- 제18대 국회 전반기 농림수산식품위원회 간사
- 한나라당 경상북도당 위원장
- 제18대 국회 후반기 국토해양위원회 간사

## 제19대 국회
- 2012년 5월 30일 ~ 2016년 5월 29일 : 제19대 국회의원 (경북 영양군·영덕군·봉화군·울진군) (재선)
- 제19대 국회 전반기 국토교통위원회 간사
- 새누리당 제4정책조정위원회 위원장
- 제19대 국회 후반기 국토교통위원회 위원
- 새누리당 제1사무부총장

## 제20대 국회
- 2016년 5월 30일 ~ 2020년 5월 29일 : 제20대 국회의원 (경북 영양군·영덕군·봉화군·울진군) (3선)
- 제20대 국회 전반기 안전행정위원회 위원
- 새누리당 최고위원
- 제20대 국회 전반기 행정안전위원회 위원
- 제20대 국회 전반기 정보위원회 위원장
- 6.13지방선거 자유한국당 경북도당 공천관리위원장
- 자유한국당 6·13 지방선거 중앙선거대책위원회 유세본부 본부장
- 자유한국당 이철우 경상북도지사 후보 선거대책위원회 공동선대위원장
- 제20대 국회 후반기 외교통일위원회 위원장
- 자유한국당 재외동포위원장
- 제20대 국회 후반기 농림축산식품해양수산위원회 위원
- 자유한국당 에너지 정책 파탄 및 비리 진상규명 특별위원회 고문
- 자유한국당 아프리카 돼지열병 대책 마련을 위한 태스크포스 위원

## 상훈
- 1983년 노동부장관 표창
- 1990년 무역의 날 국무총리 표창
- 1998년 국세청장 표창

## 논란

### 부인의 농지 투기 의혹
강석호 의원의 부인이 경북 영양군에 농지를 매입한 사실이 드러나 불법투기 논란이 일고 있다. 강 의원 부인 A씨는 농업인이 아닌데도 농지를 매입한 것으로 확인돼 불법투기 목적으로 매입한 것이 아니냐는 의혹이 있으며 취득 후 한차례도 농사를 짓지 않은 것으로 알려졌다. 강석호 의원의 부인이 구입한 토지는 용도가 밭(전)으로 되어 있어 등기를 하려면 영농계획서를 작성해 관할 면사무소에 제출하고 농지취득자격증명서를 발급받아야 한다. 또 누구나 농지를 소유할 수는 있지만 농사를 직접 짓거나 농어촌공사에 위탁해야 한다. 그렇지 않을 경우 농지법 위반으로 과태료를 부과하고 농지를 즉각 매각하도록 하고 있다.
농지를 구입한 시기도 의문이 되고 있다. 농지 원주인의 부인이 지난 2010년 6월 실시된 지방선거에서 새누리당 비례대표로 영양군 군의원에 당선되었고 당시 공천은 강 의원이 주도했기 때문이다. 농지 주인은 지방선거가 끝난 후 불과 8개월 만에 강석호 의원의 부인에게 토지를 매각했다. 그리고 강석호 의원의 부인이 땅을 구입하기 불과 한 달 전 영양군은 이곳에서 불과 얼마 떨어지지 않은 영양읍 동부리 산 73번지 일원 20만 평에 고려대학교 산림형 연수원을 유치하기로 하고 김관용 경북도지사와 권영택 영양군수가 고려대학교에서 MOU를 체결했다. 고려대학교가 이곳에 산림형 연수원을 지을 경우 31번 국도에서 도로가 연결되어야 하고 그 도로는 A씨의 토지를 지나가야 하기 때문에 투기 의혹이 불거진 것이다.  1억3500만 원에 구입한 토지는 현재 2억 9000만원이 넘어 2배가 넘게 가격이 오른 상태이다. 이에 대해 강석호 의원은 "영양군 주민들이 지역구 국회의원이 땅 하나 없으면 되겠느냐고 해 어쩔 수없이 매입했다"며 "농지라도 누구나 매입할 수 있기 때문에 투기 목적이 아니다"라고 말했다. 이어 "소유자가 직접 농사를 짓지 않을 경우 농어촌공사에 위탁해 운영하도록 되어 있는 줄 몰랐다"며 농지법 위반을 시인했지만 "농지를 경작하려 했으나 여의치 않아 동네 이장에게 맡겨 농사를 짓도록 한 것일 뿐, 법을 위반하려 했던 것은 아니다"라고 말했다.

### 세비 반납 공약 파기 논란
지난 2016년 4월13일 치러진 국회의원 선거에 출마한 강석호 의원등 당시 새누리당 소속 후보자 40명은 국민을 상대로 조건부 세비 반납 약속을 했다.
이들은 갑을개혁, 일자리규제개혁, 청년독립, 4050자유학기제, 마더센터 등 대한민국을 위한 5대 개혁과제를 2017년 5월 31일까지 이행하지 못하면 1년치 세비를 국가에 기부 형태로 반납하겠다고 공언하였으며 .계약서를 작성하고“우리는 ‘대한민국과의 계약’에 서약합니다”라며 “서명일로부터 1년 후인 2017년 5월31일에도 5대 개혁과제가 이행되지 않을 경우, 새누리당 국회의원으로서 1년치 세비를 국가에 기부 형태로 반납할 것임을 엄숙히 서약합니다”라고 썼다. 거기다가 신문에 전면광고를 내고 이 광고를 1년간 보관해달라고 하였다. 이 약속에 이름을 올린 당시 후보는 40명이다. 이들 중 당선자는 27명(강석호, 강효상, 김광림, 김명연, 김무성, 김성태, 김순례, 김정재, 김종석, 박명재, 백승주, 오신환, 원유철, 유의동, 이만희, 이완영, 이우현, 이종명, 이철우, 장석춘, 정유섭, 조훈현, 정준길, 지상욱, 최경환, 최교일, 홍철호)에 달한다.
그러나 국정농단 사태가 벌어지면서 5대과제의 이행은 하나도 되지 않았다. 공약 후 1년이 다되어 세비반납 공약이 논란이 되자 자유한국당 의원들은 이날 보도자료를 통해 "20대 총선에서 당선된 자유한국당 의원은 지난 1년간 5대 개혁과제 법안을 발의함으로써 계약 내용을 이행했다”고 말하였다.
그런데 이중 노동개혁을 위한 고용정책기본법 개정안은 마감 시한인 31일 전날 오전 발의됐되었으며 이들이 앞서 발의한 5개 법안은 이행이 된것이 하나도 없이 모두 해당 상임위에 계류 중인 상태다. 이를 두고 '법안 통과가 되지 않았는데 개혁 과제를 이행했다고 볼 수 있는가', 또 '세비 반납을 피하기 위해 졸속 발의한 것 아닌가' 등의 비판이 일고 있으며 약속했던 세비 반납의 조건이 '과제 이행' 여부였다는 점에서 법안 발의만으로는 약속을 이행했다고 할 수 있는지에 대해서는 논란이 되고 있다.

## 역대 선거 결과
|  | 0% |

|  | 55.07% |

|  | 37.59% |

|  | 35.76% |

|  | 50.41% |

|  | 59.48% |

|  | 67.59% |

## 소속 정당
| 소속 정당 | 소속 정당    | 소속 기간 | 비고      |
| --------- | ------------ | --------- | --------- |
|           | 무소속       | 1991~1995 | 정계 입문 |
|           | 민주자유당   | 1995      | 입당      |
|           | 신한국당     | 1995~1997 | 당명 변경 |
|           | 한나라당     | 1997~1998 | 합당      |
|           | 무소속       | 1998      | 탈당      |
|           | 자유민주연합 | 1998~2001 | 입당      |
|           | 무소속       | 2001      | 탈당      |
|           | 한나라당     | 2001~2012 | 복당      |
|           | 새누리당     | 2012~2017 | 당명 변경 |
|           | 자유한국당   | 2017~2020 | 당명 변경 |
|           | 미래통합당   | 2020      | 합당      |
|           | 국민의힘     | 2020~현재 | 당명 변경 |

## 같이 보기
- 영양군·영덕군·봉화군·울진군
- 영양군의 국회의원
- 영덕군의 국회의원
- 봉화군의 국회의원
- 울진군의 국회의원